# 백색왜성

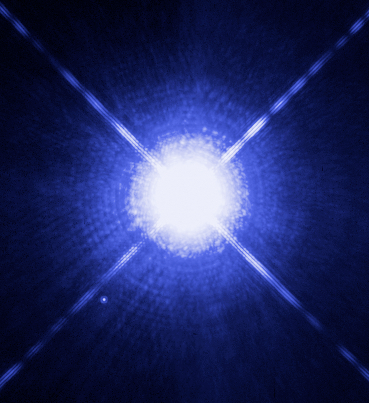
허블 우주 망원경이 찍은 시리우스 A와 시리우스 B의 사진. 밝은 시리우스 A의 밑에 희미하고 작은 점처럼 보이는 백색왜성 시리우스 B가 보인다.

백색왜성(白色矮星, 영어: white dwarf, 문화어: 백색잔별)은 중간 이하의 질량을 지닌 항성이 핵융합을 마치고 도달하는 천체이다. 이러한 종류의 항성은 상대적으로 가벼운 질량 때문에, 중심핵이 붕괴되어 온도와 압력이 상승하더라도 탄소 핵융합을 일으킬 만큼 충분한 온도에 도달하지 못한다. 대신, 헬륨 융합 과정 동안 적색거성이 된 다음에, 외부 대기는 우주공간으로 방출되며 행성상 성운을 형성하고, 대부분 탄소와 산소로 이루어진 핵만이 남아 백색왜성을 형성하게 된다.
백색왜성에서는 핵융합이 더 일어나지 않는다. 따라서 에너지를 생성할 수 없기 때문에 점차 식어가게 되며, 또한 핵이 중력에 의해 붕괴하는 것을 막지 못하고, 결국 매우 밀도가 높은 상태가 된다. 대개는 지구 정도의 부피에 태양 절반 정도의 질량이 응집되게 된다. 하지만 전자축퇴압에 의해 더 이상 붕괴는 이루어지지 않으며 부피를 유지할 수 있게 된다. 전자축퇴압이 버틸 수 있는 최대의 질량은 대략 태양의 1.44배 정도이다. 이를 찬드라세카르 한계라고 한다. 백색왜성은 이 한계를 넘지 못한 별을 일컬으며, 찬드라세카르 한계를 넘어섬과 동시에 질량이 태양의 약 3배 이내이면 중성자별, 3배를 넘어가면 블랙홀이 된다.
더 에너지를 생성할 수 없는 백색왜성은 수백억 년 이상의 세월을 지나며 식어가고, 결국은 관찰할 수 없는 수준에 이르게 된다. 하지만 137억 년 정도로 추정되는 우주의 현재 나이로 유추해볼 때, 아무리 오래된 백색왜성이라 할지라도 여전히 수천 도의 온도를 유지하고 있다.(출처 뉴턴의 하이라이트)
백색왜성은 매우 흔하며, 전체 항성 가운데 6% 정도를 차지하고 있다.

## 형성
중간 이하의 질량을 지닌 항성은 자신이 지닌 수소를 헬륨으로 핵융합을 마친 이후에, 거의 모두가 백색왜성으로 변하게 된다. 핵융합을 거의 마쳐갈 때쯤, 항성은 적색거성으로 변하게 되며, 거의 모든 외부 대기의 물질을 행성상 성운을 형성하며 방출하게 된다. 결국 100,000도 이상의 뜨거운 핵만이 남게되며, 이 핵은 초기 백색왜성으로 안정하게 된다.
일반적인 백색왜성은 태양 질량의 절반이며, 지름은 지구보다 약간 더 큰 수준이다. 즉 백색왜성의 밀도는 {\displaystyle 1.5*10^{6}g/cm^{3}} 정도이며, 이 밀도보다 높은 밀도를 지니는 것은 중성자별, 블랙홀, 가설상의 쿼크별 정도이다. 일반적인 물질이 부피가 클수록 질량이 많이 나가는 것에 반해, 이른바 축퇴물질로 이루어진 백색왜성은 질량이 높을수록 중력으로 인해 크기는 작아진다. 백색왜성의 최대 질량 한계는 찬드라세카르 한계라고 하며, 이는 태양 질량의 1.4배 수준이다. 이 질량이 넘어서게 되면, 전자축퇴압에 의해 지탱되던 별이 마침내 높은 중력으로 인해 붕괴하게 되며, 중성자별을 형성하게 된다.
비록 이러한 질량 면에서의 한계로 말미암아 질량이 높은 수많은 항성은 백색왜성이 될 수 없을 것으로 보이지만, 실제로 대부분의 항성은 백색왜성으로 수명을 마치게 된다. 이는 핵융합 최후의 단계에서 대부분의 질량을 우주로 방출하기 때문이다.

## 특징
경우에 따라 어느 정도의 차이는 있겠지만, 대부분의 백색왜성은 지구 정도의 크기에 태양 질량의 약  0.5~0.6배의 질량이 응집되어 있다. 지구는 태양 직경의 1/100에 불과하므로, 백색왜성의 부피는 태양 부피의 1/1,000,000 가량이며, 따라서 백색왜성의 밀도는 태양의 밀도의 1,000,000배 정도에 해당한다. 그 정도의 높은 밀도를 가진 물질은 축퇴물질이라고 불린다. 축퇴물질에 대한 것은 1930년대 양자역학으로 설명되었다. 백색왜성이 중력으로 인해 붕괴하지 않을 수 있는 이유는 전자축퇴압 때문이며, 이 힘은 온도와는 무관하며 밀도에만 관련 있다는 것이다.
모든 관측된 항성에 대해 절대 등급에 대한 색지수의 표, 즉 헤르츠스프룽-러셀 도표를 작성한다면, 도표상에서 절대 등급과 색지수의 모든 가능한 조합이 가능한 것은 아니다. 대부분의 별은 도표상에서 주계열이라고 불리는 띠를 이루며 놓이게 된다. 주계열은 좌측 상단의 뜨겁고 밝은 영역에서 우측 하단의 차갑고 어두운 영역으로 이루어져 있다. 주계열상의 차갑고 질량이 낮은 별은 붉게 보이기 때문에 적색왜성이라고 하며, 때로 더욱 차가운 별은 갈색왜성이라고 불리기도 한다. 이러한 종류의 별은 백색왜성과는 완전히 다른 천체이다. 적색왜성에서 붕괴로부터 질량을 지탱하는 힘은 이상 기체 방정식을 따르는 뜨거운 기체이다.
반면, 백색왜성은 헤르츠스프룽-러셀 도표상에서 좌측 하단, 즉 뜨겁고 어두운 부분에 위치하고 있다. 대부분의 백색왜성은 극도로 뜨겁다. 이러한 열은 붕괴 과정에서 발생한 열로, 인근 별에서 물질을 흡수하지 않는한 계속해서 생성되는 것은 아니다. 하지만 백색왜성은 매우 작으며, 따라서 백색왜성의 열은 매우 적은 면적을 지니는 지표면을 통해서만 발산될 수 있다. 이러한 이유로 백색왜성은 매우 오랜 기간 동안 뜨거운 채로 남아 있을 수 있는 것이다. 여러 증거로 판단하건데, 백색왜성의 내부는 세월이 지나면서 식어감에 따라 서서히 결정화되는 것으로 추측된다. 즉 마침내는 다이아몬드와 같은 결정체로 안정화 된다는 것이다. BPM 37093은 이러한 예이다.
수많은 시간이 지나 백색왜성이 주변 온도와 동일하게 완전히 식고나면 마침내 흑색왜성으로 변하게 된다. 이론에 따르면, 흑색왜성은 주변 우주와 동일한 온도이며, 단지 전자기파만 약하게 생성하고 있을 뿐이다. 하지만 실제로 우주의 나이는 어떤 백색왜성도 흑색왜성으로 식을 만큼 오래되지 않았다. 즉 현재 우주에는 흑색왜성이 존재하지 않는 것으로 생각되며, 현재까지 발견된 가장 차가운 백색왜성은 3,900 켈빈 정도이다. 백색왜성이 식어가는 속도는 식어감에 따라 점점 느려진다. 20,000 켈빈에서 5,000 켈빈까지 식는 시간과 5,000 켈빈에서 4,000 켈빈까지 식는 시간은 동일하다. 결국 20,000 켈빈의 온도를 지니는 태양 질량의 절반 정도인 백색 왜성이 주변 온도와 동일해지려면 250억 년 정도의 시간이 걸린다. 반면 우주의 추정 나이는 130억 년 정도이다.
많은 인근의 젊은 백색왜성은 약한 X선을 방출하는 것으로 밝혀졌다. 이는 X선 천문학과 자외선 천문학을 통해 백색왜성의 얇은 대기구조와 조성에 대한 연구를 가능하게 해준다.
백색왜성은 찬드라세카르 한계로 말미암아 태양 질량의 1.4배를 초과할 수 없다. 하지만, 이 한계를 넘어설 수 있는 방법이 존재한다. 쌍성계를 이루는 백색 왜성은, 동반성으로부터 물질을 계속해서 받아들인다. 만약 흡수한 물질이 백색왜성을 짓눌러서 축퇴압력이 더 이상 버티지 못하는 수준에 이른다면, 백색왜성은 폭발하게 된다. 이것은 Ia형 초신성이라고 하며, 모든 초신성 형태가운데 가장 강력한 형태이다. 만약 흡수 물질이 백색왜성을 짓누르지 않고 대신 표면에서 핵융합을 일으킨다면, 백색왜성은 생성된 에너지로 말미암아 밝게 빛나면서 대기를 우주로 발산하게 된다. 이러한 현상을 신성이라고 한다. 이 경우 백색 왜성의 핵은 실제 반응하지 않고 그대로 유지되므로, 동반성으로부터 수소만 계속 유입된다면 몇번이고 신성이 될 수 있다. (자세한 것은 신성 항목을 참조하기 바란다.)

## 발견의 역사
1862년 앨번 그레이엄 클라크(영어: Alvan Graham Clark)는 밝은 시리우스와는 대조적으로 어두운 동반성을 발견하였다. 시리우스 B라고 명명된 그 동반성은 25,000 켈빈 정도의 높은 표면온도를 지니고 있었으므로 뜨거운 별로 분류되었다. 하지만, 높은 온도에 비해, 시리우스 B는 시리우스 A 보다 10,000배나 희미한 것이었다. 높은 온도로 인해 표면적당 밝기는 매우 높은 것을 알고 있기 때문에, 희미하다는 것은 시리우스 B가 시리우스 A보다 매우 작다는 것을 의미했고, 이는 대략 지구 정도의 직경을 가지고 있다는 것을 의미하였다.
시리우스 쌍성계의 움직임으로부터 계산한 결과는 시리우스 B가 태양의 질량과 거의 유사하다는 것을 보여주었다. 즉 시리우스 B의 밀도는 상상할 수 없을 정도로 높다는 것이다. 이후 많은 수의 백색왜성이 발견되었으며, 우주에 매우 흔한 천체라는 것을 알게 되었다.
1920년대의 양자역학의 탄생과 함께, 백색왜성의 밀도에 관한 이론적 근거가 마련되었다. 1926년, 랠프 H. 파울러(영어: Ralph H. Fowler)는 축퇴물질을 이용하여 백색왜성의 높은 밀도를 설명하였다. 이 연구는 수 개월 전에 발표된 전자에 관한 페르미-디랙 통계에 기반한 것이었다.
수브라마니안 찬드라세카르는 1930년에 백색왜성의 질량은 태양 질량의 1.4배를 넘을 수 없다는 것을 밝혀내었다. 이는 현재 찬드라세카르 한계로 불리며, 찬드라세카르는 이 연구로 인해 1983년 노벨 물리학상을 수상하였다.
미국 항공우주국의 스피처 우주망원경은 최근, 5억 년 이전에 수명을 다 한 백색왜성인 G29-38 근처에서 혜성먼지처럼 보이는 것을 발견했다. 이는 항성이 죽어가는 과정에서 내행성은 흡수해 버릴지라도 혜성이나 일부 외행성은 여전히 궤도를 유지하고 있을 수 있다는 것을 보여준다. 이 관측은 혜성의 수명이 항성의 수명보다 길 수 있다는 것을 보여주는 최초의 관측 증거이다.

## 같이 보기
- 흑색왜성
- 축퇴왜성
- 갈색왜성
- 적색왜성
- 초신성